# Micoheterotròfia

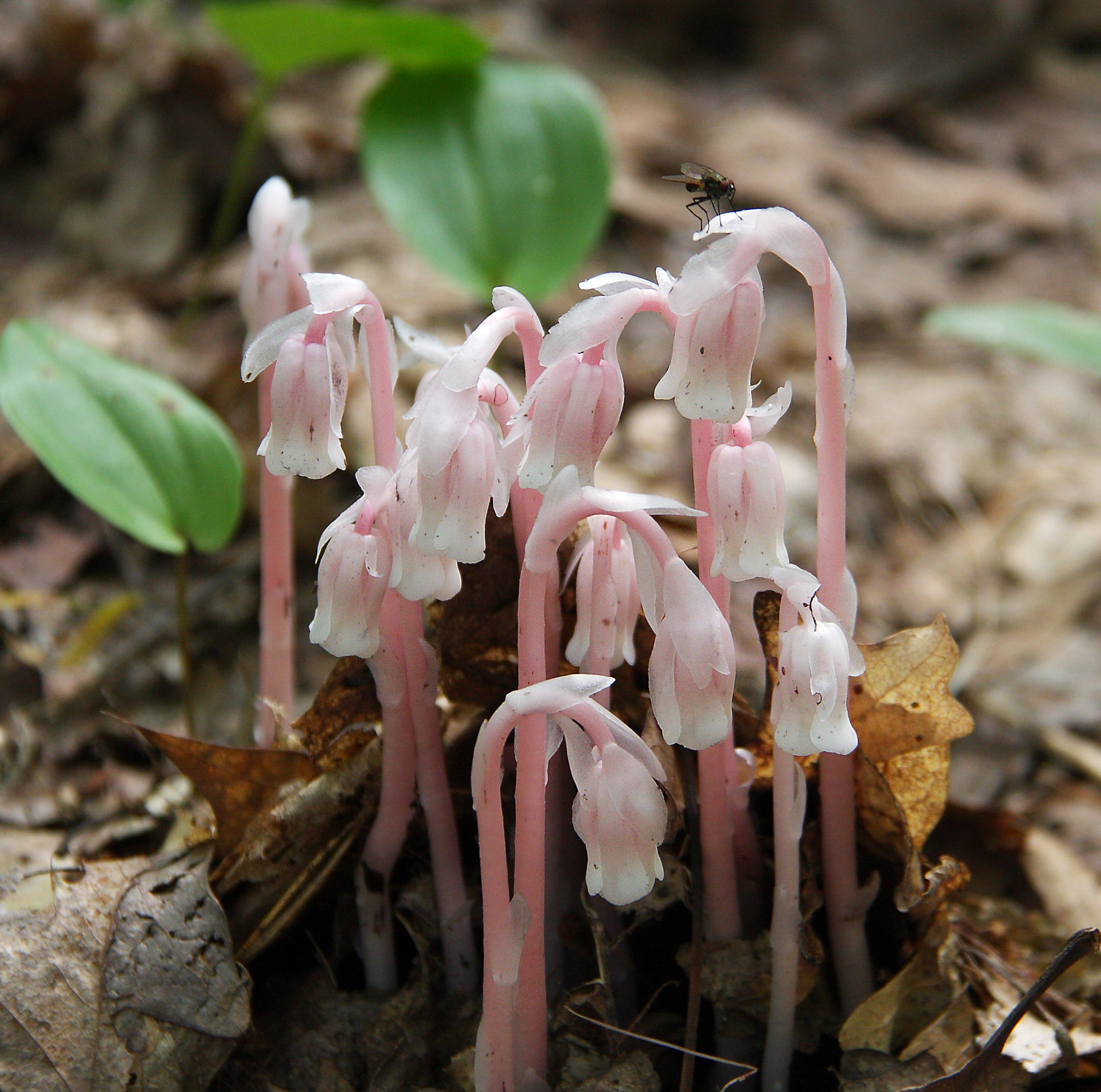
Monotropa uniflora, un micoheteròtrof obligat que parasita bolets de Russulaceae.

Laq Micoheterotròfia és una relació de simbiosi entre certs tipus de plantes i de fongs en la qual la planta obté part o tota la seva alimentació parasitant un fong.

## Relacions entre micoheteròtrofs i fongs hostes

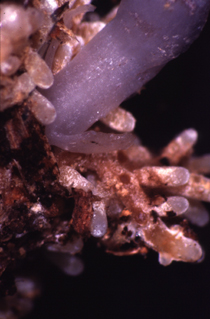
Arrels de Monotropa uniflora amb el miceli de Russula brevipes

La micoheterotròfia estricta o total (o obligada) es dona quan una planta no fotosintètica aconsegueix tots els nutrients del fong que parasita. La micoheterotròfia parcial (o facultativa) és quan la planta és capaç de fotosintetitzar però obté un suplement de nutrients del fong. En algunes orquídies part del seu cicle vital pot ser de micoheterotròfia obligada i part del seu cicle facultativa.

## Diversitat d'espècies de micoheteròtrofs i fongs hostes
Els micoheteròtrofs es troben en un gran nombre de grups de plantes. Tots els monotrops i orquídies no fotosintètiques són micoheteròtrofs obligats com en els no fotosintètics dins Marchantiophyta Cryptothallus. La micoheterotròfia parcial és comuna en la família Gencianàcia i en algunes falgueres.
Exemples de fongs parasitats per plantes micoheterotòfes es troben en els fongs ectomicorices, micorices arbusculars, i micorices d'orquídies. La gran diversitat en famílies de plantes sense emparentar amb membres de micoheteròtrofs suggereix un fenomen d'evolució paral·lela.